# Serasa Experian
A Serasa Experian é uma marca brasileira de análises e informações para decisões de crédito e apoio a negócios. A detentora da marca é a empresa Serasa S/A.

## História
A Serasa foi criada em 1968, por iniciativa da Federação Brasileira de Bancos (FEBRABAN), como ação cooperada entre diversos bancos, para padronizar relatórios e formulários, criando uma ficha cadastral única, para proporcionar rapidez nas decisões bancárias e melhor controle do sistema financeiro. Segundo o Diário Oficial de 13 de novembro de 1968, o objeto da sociedade era a prestação de serviços auxiliares para os bancos, como “concepção, organização e execução de um sistema central cadastro; concepção, organização e execução de um sistema central de computação eletrônica de serviços; concepção, organização e execução de um sistema central de entrega de correspondência e coleta de aceites; e elaboração de estudos e planos econômico-financeiros e de organização administrativa”. O conceito da sociedade foi criado por Geraldo de Camargo Vidigal, consultor-geral da Febraban e professor de Direito Econômico da USP, que presidiu a Serasa de 1968 a 1980. Não havia, na época da criação, intenção de formar um cadastro de maus pagadores.
Serasa é um acrônimo para "Serviços de Assessoria S.A.". Pouco tempo depois de sua criação, a empresa foi renomeada como Serasa-Centralização de Serviços Bancários.
Na década de 1990, passou a fornecer informações e análise de balanços para todos os segmentos da economia e para empresas de todos os portes. A ampliação resultou em redução do preço dos serviços, o que permitiu que pequenas e médias empresas tivessem acesso aos dados, antes restritos às grandes corporações e aos bancos.
Em 2001, a Serasa torna-se uma Autoridade Certificadora, única empresa de capital totalmente nacional a disponibilizar o serviço de Certificação Digital (evolução do e-comerce no Brasil).
Em 2007, o grupo irlandês Experian comprou o controle da Serasa, que passou a chamar-se Serasa Experian. A nova empresa, criada com a aquisição da Serasa pela Experian em 2007, nasce como uma empresa global e principal unidade de negócios da América Latina do Grupo Experian, empresa líder mundial que mais cresce no mundo no ramo de fornecimento de serviços de informações e análises para pessoas físicas e jurídicas, com o objetivo de auxiliá-las a gerenciar riscos e obter benefícios em decisões comerciais e financeiras. E em 2012 o Experian comprometeu-se a comprar o resto da Serasa por US$ 1,5 bilhão.
Possui uma sede na cidade de São Carlos, denominada JK, e em 2019, a unidade de São Paulo situada no bairro Planalto Paulista foi transferida para um prédio mais moderno no complexo Parque da Cidade.
A empresa é líder na América Latina em serviços de informação há mais de 50 anos e parte da Experian - presente em 44 países e eleita uma das empresas mais inovadoras do mundo, pela Forbes, em 2018.

## Serasa Experian
A Serasa Experian produz indicadores econômicos que servem de referência para o comércio, a indústria e para o setor de serviços do ambiente de negócios do Brasil. Em dezembro de 2010, a empresa foi incluída no ranking do Banco Central, considerada a instituição que mais acertou as projeções sobre o Índice Geral de Preços (IGP - DI).
Em 27 de junho de 2020 a Serasa anunciou um novo método de análise de crédito.

## Análise de Crédito
Em 27 de junho de 2020 o Serasa anunciou um novo método de analise de crédito que leva em consideração o endereço da residência do analisado. O algoritmo usado pela Serasa também analisa que tipo de trabalho a pessoa exerce e não somente suas dívidas, renda e histórico de pagamento. A Serasa teve um crescimento em 2019 de 6% o que foi muito acima em comparação ao PIB do Brasil conforme demostra os dados do site da empresa. Assim como também bancos e empresas financeiras cresceram 18% com lucro de R$81,5 bilhões em 2019.

## Vazamento de dados
No início de 2021 veio à tona um vazamento de dados envolvendo 223 milhões de CPFs e 40 milhões de CNPJs, o que indica que praticamente todos os brasileiros estão incluídos. O arquivo de 14Gb está sendo vendido na internet e possui RG, estado civil, lista de parentes, endereço completo (com latitude e longitude), nível de escolaridade, salário, renda, poder aquisitivo, status na Receita Federal e INSS, além de inúmeros outros dados. A Serasa Experian é apontada como principal fonte e responde a processo, estando sujeita a pagamento de multa e indenização de 15 mil reais a cada cidadão que teve os dados vazados. A empresa nega a acusação.